# Robert Gerhard
Robert Gerhard, född Robert Juan Rene Gerhard 25 september 1896 i Valls, Spanien, död 5 januari 1970 i Cambridge, England, var en spansk (katalansk) tonsättare, musikolog och författare, vanligen kallad Roberto Gerhard utanför Katalonien. Hans mästerverk är operan The Duenna.